# 半纤维素

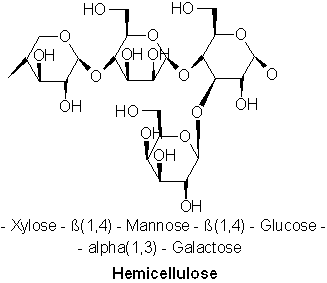
半纤维素的最常见的分子链节结构

半纤维素（英語：Hemicellulose）是与纤维素共同存在于大多数植物细胞壁的一类杂聚多糖（基质多糖，如阿糖基木聚糖）。纤维素为晶型结构、具有一定强度和耐水解性，聚合度为7000-15000。而半纤维素具有支链结构，分子链长度比纤维素短，也具有一定结晶性。在稀酸稀碱条件下或多种半纤维素酶作用下易发生水解，聚合度为500-3000。

## 组成
半纤维素包括木聚醣、聚半乳糖葡萄糖甘露糖、聚阿拉伯糖半乳糖、葡甘露聚醣，和聚葡萄糖甘露糖等。
粗制的半纤维素可将其分为一个中性组分（半纤维素A）和一个酸性组分（半纤维素B）。
半纤维素是由几种不同类型的单糖构成的异质多聚体，这些糖是五碳糖和六碳糖，包括木糖、阿拉伯糖、甘露糖、半乳糖、鼠李糖等。木聚糖在木质组织中占总量的50%。

## 参阅
1. ↑  Scheller, Henrik Vibe; Ulvskov, Peter. . Annual Review of Plant Biology. 2010, 61: 263–289  [2021-11-10]. ISSN 1545-2123. PMID 20192742. doi:10.1146/annurev-arplant-042809-112315. （原始内容存档于2022-05-11）.